# Giro de Italia 1972
La 55.ª edición del Giro de Italia se disputó entre el 21 de mayo y el 11 de junio de 1972, con un recorrido de 20 etapas, dos de ellas dobles, y 3725 km, que se recorrieron a una velocidad media de 36,120 km/h. La carrera comenzó en Venecia y terminó en Milán.
Tomaron la salida 100 participantes, de los cuales 69 terminaron la carrera. Fue la primera edición de la historia en ningún ciclista italiano finalizaba entre los tres primeros de la clasificación general.
El belga Eddy Merckx regresaba una vez más a disputar el Giro de Italia, siendo así el máximo favoritod al triunfo final. El italiano Gimondi, el sueco Pettersson y el reciente ganador de la Vuelta a España José Manuel Fuente, colíder junto a Miguel María Lasa en el equipo Kas, eran algunos de los nombres que sonaban para intentar plantar lucha al corredor belga. Fueron los españoles, precisamente, los primeros que golpearon, en el primer sector de la 4.ª parte, con ascensión final al Blockhaus, cima donde Merckx había logrado su primera victoria de etapa en el Giro de Italia. Fuente se llevó el triunfo de etapa, con un minuto y medio de ventaja sobre Lasa, segundo en la etapa, y dos y medio sobre El Caníbal, además de vestirse con la maglia rosa de líder. En aquella etapa varios ciclistas llegaron fuera de control y fueron descalificados, ante lo cual Fuente bromeó diciendo que en la etapa del Stelvio, incluso Merckx llegaría fuera de tiempo.
Sin embargo, el ciclista belga se desquitó en la 7.ª etapa, en la cual lanzó un ataque en la primera ascensión del día, situada a tan solo 28 kilómetros del comienzo de la etapa. A su rueda se llevó a Pettersson, Fuente y Lazcano, pero estos dos últimos no pudieron aguantar el ritmo. En la meta de Catanzaro, Merckx y Pettersson llegaron destacados con más de cuatro minutos de ventaja, con victoria del sueco y maglia rosa para el belga. En la 11.ª etapa llegó el segundo triunfo español de la carrera, a cargo de un Miguel María Lasa que sorprendió a todos los velocistas, imponiéndose al sprint.
La 12.ª etapa, compuesta de dos mangas contrarreloj, iba a ser una prueba de fuego para las posibilidades de victoria de los españoles. Merckx demostró ser el mejor y ratificó su liderato, situando a Pettersson a minuto y medio en la general, a Fuente a cuatro minutos y a Lasa a más de cinco y medio. La 14.ª etapa, con ascensión a Sestrières y meta final en Bardonecchia Jafferau, fue la siguiente batalla entre el equipo Kas y Merckx. Los españoles comenzaron los ataques desde muy pronto, colocándose así estratégicamente, y a 50 kilómetros de meta, Fuente probó las fuerzas de Merckx, las cuales parecían escasear. El asturiano se marchó con facilidad y conectó con sus compañeros escapados. Sin embargo, durante la ascensión final, el ciclista belga renació e imprimió un fuerte ritmo que nadie pudo seguir. Alcanzó a El Tarangu, que iba en solitario y ganó la etapa, asestando un duro golpe a sus rivales y, prácticamente, sentenciando el Giro. Dos días después, El Caníbal volvía a ratificar su superioridad, ganando en solitario una nueva etapa, e incrementando su ventaja en la general.
Con todo, El Tarangu aún volvería a demostrar sus cualidades como escalador en la 17.ª etapa, con final en el Stelvio, Cima Coppi de la edición, con más de dos minutos de ventaja sobre Merckx, asegurando así su segunda posición en la general y la victoria en el Gran Premio de la Montaña por segundo año consecutivo. Durante las jornadas siguientes, la general no sufrió ya cambios de consideración, alzándose así Eddy Merckx con su tercer Giro de Italia. Fuente, segundo y ganador de dos etapas y la clasificación de la montaña, mejoró el mejor resultado conseguido en el Giro de Italia por un español, que poseía Antonio Suárez, 3.º en 1961.
Pero la excelente participación del equipo Kas no quedó solo ahí. Galdós terminó en 3.ª posición en la general, completando así un podio completamente extranjero, situación que no se había dado hasta entonces en el Giro de Italia. López Carril fue 4.º, Lasa 9.º, Lazcano 10.º y Pesarrodona 14.º.

## Equipos participantes
| Equipo      | Jefe de filas      |
| Ferretti    | Gösta Pettersson   |
| Dreher      | Roger De Vlaeminck |
| Filotex     | Franco Bitossi     |
| G.B.C.-Sony | Aldo Moser         |
| Kas         | José Manuel Fuente |

| Equipo                           | Jefe de filas    |
| Van Cauter-Magniflex-De Gribaldy | Georges Pintens  |
| Molteni                          | Eddy Merckx      |
| Salvarani                        | Felice Gimondi   |
| Scic                             | Franco Balmanion |
| Zonca                            | Davide Boifava   |

## Etapas
| Etapa        | Fecha       | Recorrido                          | Distancia (km) | Ganador                | Líder              |
| ------------ | ----------- | ---------------------------------- | -------------- | ---------------------- | ------------------ |
| 1.ª etapa    | 21 de mayo  | Venecia-Rávena                     | 196            | Marino Basso           | Marino Basso       |
| 2.ª etapa    | 22 de mayo  | Rávena-Fermo                       | 212            | Gianni Motta           | Marino Basso       |
| 3.ª etapa    | 23 de mayo  | Porto San Giorgio-Francavilla      | 205            | Ugo Colombo            | Ugo Colombo        |
| 4.ª etapaa   | 24 de mayo  | Francavilla-Blockhaus (Majella)    | 48             | José Manuel Fuente     | José Manuel Fuente |
| 4.ª etapab   | 25 de mayo  | Blockhaus-Foggia                   | 210            | Wilmo Francioni        | José Manuel Fuente |
| 5.ª etapa    | 26 de mayo  | Foggia-Montesano sulla Marcellana  | 238            | Fabrizio Fabbri        | José Manuel Fuente |
| 6.ª etapa    | 27 de mayo  | Montesano sulla Marcellana-Cosenza | 190            | Roger De Vlaeminck     | José Manuel Fuente |
| 7.ª etapa    | 28 de mayo  | Cosenza-Catanzaro                  | 151            | Gösta Pettersson       | Eddy Merckx        |
| 8.ª etapa    | 29 de mayo  | Catanzaro-Reggio Calabria          | 160            | Attilio Benfatto       | Eddy Merckx        |
| 9.ª etapa    | 30 de mayo  | Mesina                             | 110            | Albert Van Vlierberghe | Eddy Merckx        |
| 10.ª etapa   | 31 de mayo  | Roma-Monte Argentario              | 166            | Italo Zilioli          | Eddy Merckx        |
| 11.ª etapa   | 1 de junio  | Monte Argentario-Forte dei Marmi   | 242            | Miguel María Lasa      | Eddy Merckx        |
| 12.ª etapa   | 2 de junio  | Forte dei Marmi                    | 40 (CRI)       | Eddy Merckx            | Eddy Merckx        |
| 13.ª etapa   | 3 de junio  | Forte dei Marmi-Savona             | 200            | Wilmo Francioni        | Eddy Merckx        |
| 14.ª etapa   | 4 de junio  | Savona-Bardonecchia Jafferau       | 256            | Eddy Merckx            | Eddy Merckx        |
| 15.ª etapa   | 5 de junio  | Circuito Parabiago                 | 168            | Roger De Vlaeminck     | Eddy Merckx        |
| 16.ª etapa   | 6 de junio  | Parabiago-Livigno                  | 256            | Eddy Merckx            | Eddy Merckx        |
| 17.ª etapa   | 7 de junio  | Livigno-Passo Stelvio              | 88             | José Manuel Fuente     | Eddy Merckx        |
| 18.ª etapa   | 8 de junio  | Solda-Asiago                       | 223            | Roger De Vlaeminck     | Eddy Merckx        |
| 19.ª etapa A | 9 de junio  | Asiago-Arcco                       | 163            | Roger De Vlaeminck     | Eddy Merckx        |
| 19.ª etapa B | 10 de junio | Circuito Arcco                     | 18             | Eddy Merckx            | Eddy Merckx        |
| 20.ª etapa   | 11 de junio | Arcco-Milán                        | 185            | Enrico Paolini         | Eddy Merckx        |

## Clasificaciones
| \| 1. \| Eddy Merckx \| Bélgica \| Molteni \| 103h 04' 04" \| \| \| 2. \| José Manuel Fuente \| España \| Kas \| + 5' 30" \| \| \| 3. \| Francisco Galdós \| España \| Kas \| + 10' 39" \| \| \| 4. \| Vicente López Carril \| España \| Kas \| + 11' 17" \| \| \| 5. \| Wladimiro Panizza \| Italia \| Zonca \| + 13' 00" \| \| \| 6. \| Gösta Pettersson \| Suecia \| Ferretti \| + 13' 09" \| \| \| 7. \| Roger De Vlaeminck \| Bélgica \| Dreher \| + 13' 52" \| \| \| 8. \| Felice Gimondi \| Italia \| Salvarani \| + 14' 05" \| \| \| 9. \| Miguel María Lasa \| España \| Kas \| + 14' 19" \| \| \| 10. \| Santiago Lazcano \| España \| Kas \| + 17' 42" \| \| |                      |         |           |              |  |
| 1. | Eddy Merckx          | Bélgica | Molteni   | 103h 04' 04" |  |
| 2. | José Manuel Fuente   | España  | Kas       | + 5' 30"     |  |
| 3. | Francisco Galdós     | España  | Kas       | + 10' 39"    |  |
| 4. | Vicente López Carril | España  | Kas       | + 11' 17"    |  |
| 5. | Wladimiro Panizza    | Italia  | Zonca     | + 13' 00"    |  |
| 6. | Gösta Pettersson     | Suecia  | Ferretti  | + 13' 09"    |  |
| 7. | Roger De Vlaeminck   | Bélgica | Dreher    | + 13' 52"    |  |
| 8. | Felice Gimondi       | Italia  | Salvarani | + 14' 05"    |  |
| 9. | Miguel María Lasa    | España  | Kas       | + 14' 19"    |  |
| 10. | Santiago Lazcano     | España  | Kas       | + 17' 42"    |  |

| \| 1. \| Roger De Vlaeminck \| Bélgica \| Dreher \| - \| \| 2. \| Eddy Merckx \| Bélgica \| Molteni \| - \| \| 3. \| Miguel María Lasa \| España \| Kas \| - \| |                    |         |         |   |
| 1. | Roger De Vlaeminck | Bélgica | Dreher  | - |
| 2. | Eddy Merckx        | Bélgica | Molteni | - |
| 3. | Miguel María Lasa  | España  | Kas     | - |

| \| 1. \| José Manuel Fuente \| España \| Kas \| 490 p. \| \| 2. \| Eddy Merckx \| Bélgica \| Molteni \| 350 p. \| \| 3. \| Francisco Galdós \| España \| Kas \| 270 p. \| |                    |         |         |        |
| 1. | José Manuel Fuente | España  | Kas     | 490 p. |
| 2. | Eddy Merckx        | Bélgica | Molteni | 350 p. |
| 3. | Francisco Galdós   | España  | Kas     | 270 p. |

| \| 1. \| Molteni \| Italia \| - \| |         |        |   |
| 1.                                 | Molteni | Italia | - |